# Николо-Жупань
Николо-Жупань — село в Одоевском районе Тульской области России.
В рамках административно-территориального устройства относится к Одоевской сельской администрации Одоевского района, в рамках организации местного самоуправления включается в сельское поселение Южно-Одоевское.

## География
Расположено на левом берегу реки Упы. Высота над уровнем моря 150 м.

## Население
Население — 363 чел. (2010).

## История
«Селцо Жупан» впервые упоминается в 1566 году в духовной грамоте князя М. И. Воротынского. В пушкинское время принадлежало бывшему декабристу А. Я. Мирковичу, который выстроил здесь усадебный дом в стиле классицизма. В 1932—1936 гг. усадьбу занимал дом отдыха писателей, где среди прочих бывал Б. Пастернак. В XXI веке памятник культуры федерального значения был отреставрирован, открыт музей.